# Bhadda Kundalakesa
Bhadda Kundalakesa (VI wiek p.n.e.; Bhadda Kuṇḍaleksa, sans. Bhadra) – jedna z najbardziej intrygujących uczennic i wyznawczyń Buddy.

## Życiorys
Urodziła się w rodzinie finansistów w mieście Rajagaha. Pewnego dnia siedziała przy oknie i zobaczywszy rabusia prowadzonego na egzekucję zakochała się w nim. Wymogła na ojcu jego uwolnienie, przekupiła straże i po wykąpaniu i ubraniu w dobre szaty rabuś stanął przed nią. Nazywał się Satthuka i był synem królewskiego ministra. Pomimo pochodzenia i okazji do zmiany życia, bardziej interesował się biżuterią Bhaddy, niż nią samą. Wymyślił więc historię, że prowadzony na egzekucję ślubował bóstwu, iż jeśli zostanie ocalony, to złoży mu ofiarę. Bhadda przygotowała wszystko do ofiary, jednak gdy doszli na miejsce zaczęła się bać, gdyż Satthuka nie wykazywał ani wdzięczności ani miłości do niej. W końcu powiedział jej, że interesują go tylko jej szaty i biżuteria. Wtedy Bhadda powiedziała "Spełń jedno moje życzenie". Było nim objęcie go zanim on ją zabije. Satthuka wyraził zgodę, Bhadda objęła go i zepchnęła ze skały.
Po tym fakcie Bhadda bała się powrócić do domu. Wstąpiła więc do zakonu dżinistów Swetambara, pierwszej religijnej sekty, która ustanowiła zakon żeński. Oddała się surowym praktykom ascetycznym. Pierwszą z tych praktyk było wyrwanie wszystkich włosów. Ostatecznie opanowała wszystkie nauki dżinistów, ale narastało w niej rozczarowanie, więc opuściła zakon i wędrowała po Indiach poszukując najmądrzejszych nauczycieli.
Gdy przybywała do nowej wioski czy miasta umieszczała gałązkę "różanego jabłka" (Syzyygium jambos) na kupce piasku i czekała na ochotników, którzy podejmą wyzwanie przez zwalenie gałązki. Praktykowała ten sposób przez wiele lat i nigdy nie znalazła odpowiedniego przeciwnika w religijnych dysputach.
Pewnego dnia przybyła do Sawatthi (sans. Śrawasthi) i wetknęła gałązkę w piasek. Jeden z głównych uczniów Buddy Śiariputra mieszkał w Sawatthi i gdy dowiedział się o tym, kazał jakimś dzieciom wyrwać gałązkę. Zebrał się tłum i rozwinęła się debata religijna. Najpierw pytania zadawała Bhadda, a odpowiadał Śiariputra, bez zawahania, nawet na najbardziej trudne. Następnie Śiariputra zadał jedno pytanie: "Jedno – co to jest?" Bhadda nie potrafiła odpowiedzieć więc poprosiła, aby został jej nauczycielem. Śiariputra odesłał ją jednak do Buddy, który nauczał wtedy na górze Sępa (Gridhrakuta). Budda natychmiast rozpoznał głębię jej zrozumienia i wygłosił naukę. Bhadda natychmiast osiągnęła oświecenie. Budda wykonał rzadki u niego gest szacunku i przyjął ją do zakonu.
Budda uważał Bhaddę za mniszkę, która najszybciej ze wszystkich osiągnęła oświecenie. Jednak miała ona już za sobą wiele lat surowej praktyki w sekcie dżinistów.
Po zostaniu buddystką utrzymała swoją niezależność i prawdopodobnie wędrowała po Indiach nauczając. Wtedy w sandze wolno było jeszcze mniszkom wędrować samym.